# 박병우 (농구 선수)
박병우(1989년 5월 21일~ )는 대한민국의 농구선수이다. 포지션은 가드이며 주특기는 3점슛이다.
2011-2012 프로농구 신인드래프트에서 1라운드 8순위로 서울 삼성 썬더스에 지명되었다.
박병우는 원주 DB 프로미 소속이었던 센터 김명훈과 2013년 10월 두 구단 합의하에 임대트레이드 되어 원주 DB 프로미로 팀을 옮겼다.
2015년에 있었던 불법 스포츠 토토에 연루되어 출전 정지 처분을 받았다. 그 후, KBL은 22경기 출전정지, 425만원의 제재금, 120시간의 사회 봉사 징계를 내렸다.

## 데뷔
- 2012년 서울 삼성 썬더스 입단

## 경력
- 2019.5~ 창원 LG 세이커스
- 2013.10~2019.5 원주 DB 프로미
- 2012~2013.10 서울 삼성 썬더스